# (9512) Feijunlong
(9512) Feijunlong ist ein Asteroid des mittleren Hauptgürtels. Er wurde am 13. Februar 1966 an der Sternwarte am purpurnen Berg (IAU-Code 330) in Nanjing entdeckt.
Der Asteroid gehört zur Eunomia-Familie, einer nach (15) Eunomia benannten Gruppe, zu der vermutlich fünf Prozent der Asteroiden des Hauptgürtels gehören. Die zeitlosen (nichtoskulierenden) Bahnelemente von (9512) Feijunlong sind fast identisch mit denjenigen von vier kleineren, wenn man von der Absoluten Helligkeit von 16,4, 16,4, 16,2 und 16,6 gegenüber 12,6 ausgeht, Asteroiden: (222652) 2001 XP182, (293458) 2007 ET195, (305165) 2007 VP248 und (382304) 2013 OQ5.
Der mittlere Durchmesser des Asteroiden wurde mit 7,036 km (±0,283) berechnet. Die Albedo von 0,357 (±0,101) weist auf eine helle Oberfläche hin.
(9512) Feijunlong wurde am 15. Dezember 2005 nach dem chinesischen Taikonauten Fei Junlong benannt, der vom 12. bis 17. Oktober 2005 gemeinsam mit Nie Haisheng Chinas ersten mehrtägigen Weltraumflug unternahm. Nach Nie Haisheng wurde ebenfalls am 15. Dezember 2005 ein Asteroid benannt: (9517) Niehaisheng.